# 29-и европейски филмови награди
29-ите европейски филмови награди се присъждат от Европейската филмова академия на 10 декември 2016 г. във Вроцлав.

## Награди и номинации по категория
| Филм | Документален филм |
| --- | --- |
| - Тони Ердман - Аз, Даниел Блейк - Жулиета - Тя - Стая | - Огън в морето - 21 x Nowy Jork - A Family Affair - Mr. Gaga - The Land of the Enlightened - Trent'anni dietro al volante per Stanley Kubrick                     |
| Комедия | Анимационен филм |
| - Човек на име Уве - Той пак е тук - Крава | - Животът ми като Тиквичка - Психонавти, забравените деца - Червената костенурка                                                                                   |
| Награда на публиката | Откритие на годината |
| - Тяло - Аферим! - Война - Жулиета - Зенит - Момичето от Дания - Мустанг - Огън в морето - Омарът - Спектър - Съвсем Нов завет - Човек на име Уве                                                | - Най-щастливият ден в живота на Оли Меки - Жажда - Кучета - Либман - Пясъчна буря                                                                                 |
| Режисьор | Сценарий |
| - Марен Аде – Тони Ердман - Педро Алмодовар – Жулиета - Пол Верховен – Тя - Кен Лоуч – Аз, Даниел Блейк - Кристиан Мунджиу – Завършване                                                          | - Марен Аде – Тони Ердман - Томаш Василевски – Съединени щати на любовта - Ема Донахю – Стая - Пол Лавърти – Аз, Даниел Блейк - Кристиан Мунджиу – Завършване      |
| Актьор | Актриса |
| - Петер Симонишек – Тони Ердман - Хю Грант – Флорънс - Дейв Джонс – Аз, Даниел Блейк - Хавиер Камара – Труман - Бургхарт Клауснер – Държавата срещу Фриц Бауер - Ролф Ласгорд – Човек на име Уве | - Сандра Хюлер – Тони Ердман - Валерия Бруни-Тедески – Луда радост - Трине Дюрхолм – Комуната - Ема Суарес – Жулиета - Адриана Угарте – Жулиета - Изабел Юпер – Тя |

- Оператор: Камила Елм (Under sandet)
- Филмов монтаж: Комуната
- Декори: Суфражетка
- Костюми: Under sandet
- Грим и прически: Under sandet
- Филмова музика: Иля Демуцки (Ученик)
- Звук: Единайсет минути
- Постижение в световното кино: Пиърс Броснан
- Цялостен принос: Жан-Клод Кариер
- Почетна награда: Анджей Вайда (посмъртно)